# Eduarda Laia

## Biografia
Eduarda Laia (Lisboa, 1973) é uma argumentista portuguesa.  
Concluiu o curso Superior de Cinema da Escola Superior de Teatro e Cinema do Conservatório Nacional em 1995, com especialização nas áreas de Som e de Escrita de Argumento. Entre 2006 e 2011 frequentou diversos workshops e cursos intensivos, nomeadamente, o curso de Guionismo Avançado, leccionado por Carlos Gerbase (Brasil), Mari Kornhauser (EUA) e Manovich (EUA); o curso de Direitos de Autor, leccionado por Madalena Zenha; o Genre Seminar de Robert McKee e o seminário About the Art in Filmmaking, com Jan Harlan. 
Iniciou a sua actividade profissional como perchista em 1996 na produtora Z.M. Produções Audiovisuais. Desde essa altura e até 2005 desempenhou a função de perchista (e, mais pontualmente, de operadora de som e assistente de som) em inúmeros trabalhos de ficção ou documentário realizados para diversas produtoras, tais como: Z.M. Produções Audiovisuais, Multicena, Imagem Real, Artistas Unidos, Fictus, Endemol Entertainment, Diamantino Filmes, NHK, Contracosta Produções, Fábrica de Imagens, Antinomia, Take 2000, Continental Filmes, Mil Filmes, Pipoca Entertainment e NBP.
Após dez anos a desempenhar funções na área de som, decidiu enveredar pela sua vocação e desenvolve a sua actividade profissional como Guionista desde 2006. Neste campo, começou por trabalhar na Casa da Criação, onde esteve até Março de 2008, data em que foi colaborar com a SP Televisão. Nesta produtora assumiu responsabilidades de Coordenadora de Equipa, e, entre outros projectos, foi co-autora e coordenou a equipa da telenovela “Laços de Sangue”, co-produzida pela SIC e pela Rede Globo de Televisão, supervisionada por Aguinaldo Silva e premiada com o Emmy para ‘Melhor Telenovela’ nos 39th International Emmy Awards. Deixou a SP Televisão em 2011 e, desde aí, colaborou como co-autora numa série e em duas telenovelas, ambas nomeadas para os International Emmy Awards. Retomou a coordenação de equipa em 2013 com a autoria da série “I Love It”, seleccionada para a Conferência Fresh TV do Wit, MIPCOM 2013, e, posteriormente, com a autoria da telenovela “Mulheres”, também nomeada para um Emmy Internacional (2015).
Em 2016 estreia-se em teatro como autora da peça "Eu, Tu e a Terapeuta", que esteve em cena no Teatro da Trindade (sala estúdio) durante o mês de Abril e no Teatro Armando Cortez durante o mês de Julho.
Também em 2016 adapta para televisão o romance "Madre Paula" com Patrícia Müller, a sua autora, série que estreia a 5 de Julho de 2017 na RTP.
Em 2019 foi co-autora da telenovela "Na Corda Bamba" (TVI), da autoria de Rui Vilhena, nomeada para um Emmy Internacional (2020).

## Televisão
- Na Corda Bamba (TVI)
- Madre Paula (RTP)
- Mulheres (TVI)
- I love It (TVI)
- Njinga Rainha de Angola
- Windeck (TPA/RTP)
- Rosa Fogo (SIC)
- Laços de Sangue (SIC)
- Perfeito Coração (SIC)
- Pai à Força (RTP)
- Fascínios (TVI)
- Doce Fugitiva (TVI)
- Dei-te Quase Tudo (TVI)

## Teatro
- Eu, Tu e a Terapeuta

## Prémios e Nomeações
Na Corda Bamba
Nomeação | Nomination International Emmy for Best Telenovela 2020

#### Madre Paula
Vencedor | Winner Prémio Sophia Melhor Série 2018
Vencedor | Winner Prémio Áquila Melhor Série 2018

#### Mulheres
Nomeação | Nomination International Emmy for Best Telenovela 2015
Nomeação | Nomination Troféu TV7 Dias Melhor Telenovela 2014 e 2015

#### I Love It
Selecção Conferência Fresh TV do Wit, MIPCOM 2013
Nomeação | Nomination Troféu TV7 Dias Melhor Programa Infanto-juvenil 2013

#### Windeck
Nomeação | Nomination International Emmy for Best Telenovela 2013

#### Rosa Fogo
Nomeação | Nomination International Emmy for Best Telenovela 2012

#### Laços de Sangue
Vencedor | Winner International Emmy for Best Telenovela 2011
Vencedor | Winner Troféu TV7 Dias Melhor Telenovela 2011

#### Perfeito Coração
Nomeação | Nomination Troféu TV7 Dias Melhor Telenovela 2010

#### Pai à Força
Nomeação | Nomination Prémio Autores SPA 2010